# Egy jenki Arthur király udvarában

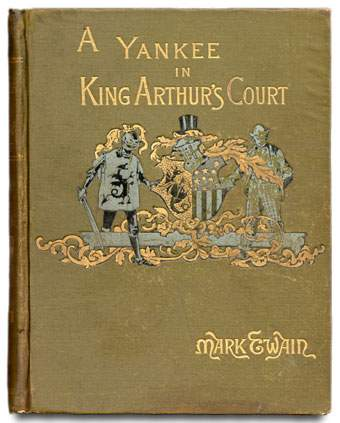
Az amerikai kiadás könyvborítója (1889)

Az Egy jenki Arthur király udvarában című regény Mark Twain 1889-ben kiadott műve.

## A regény szereplői
- A jenki – egy amerikai fiatalember, aki egy – fejére mért – erős ütés miatt elkábul, és ébredése után a 6. században tér magához
- Elbeszélő – a jenkivel találkozik egy kiállításon, majd végigolvassa annak történetét
- Clarence – apród a 6. században, majd a jenki legfőbb bizalmi embere
- Arthur király – Anglia királya a 6. században
- Merlin – a király udvari varázslója, a jenki nagy ellensége
- Ginevra – Arthur felesége
- Sir Lancelot – a lovagok közül a leghősiesebb
- Sir Kay – A jenki foglyul ejtője a 6. században
- Sandy – a jenki felesége a 6. században
- Morgan le Fay – gonosz és kegyetlen varázslónő
- Dowley – paraszt

## Cselekménye
|  | Alább a cselekmény részletei következnek! |

A történet egy 19. századi amerikai fiatalemberről szól, aki fegyvergyárban dolgozik. Egy verekedésben a fejére mért erős ütéstől egy időre eszméletét veszti, és amikor magához tér, a 6. századi Angliában, Arthur király korában találja magát. A helyzet egyszerre komikus – maga sem érti hogyan történhetett mindez –, szinte gyermeki együgyűséggel viselkednek vele szemben, másrészt veszélyes, hiszen egy lovag fogságába kerül, és hamarosan a kivégzés veszélye fenyegeti. 19. századi tudása azonban megmenti: megjósol egy napfogyatkozást (megfenyegeti fogvatartóit, hogy "eltünteti a napot"), ettől kezdve a 6. századi emberek mágusként tisztelik. 
Hamarosan a király első minisztere lesz, és mindenki csak úgy emlegeti: a Főnök. Technikai ismereteit felhasználva modernizálni próbálja az országot. Végső célja a köztársaság államformáját bevezetni. Számos technikai és közéleti újítást vezet be. Azonban ő maga továbbra is kívülállónak érzi magát a 6. században. Szembekerül Merlinnel, a király udvari varázslójával, és vereséget mér rá. Ezután kalandot keresni indul egy Sandy nevű szolgálólánnyal, aki később a felesége lesz. Útja során lovagi hírnevet is szerez magának. 
Hazatérése után ő és Arthur király álruhába öltöznek és vándorútra indulnak. Ám az álruha miatt senki nem ismeri föl őket, és hamarosan fogságba esnek, majd eladják őket rabszolgának. Új szerepüknek köszönhetően a király is megismeri az igazi rabszolgák sorsát és szenvedéseit. Ezek a regény legsötétebb epizódjai. Nem sokkal később a Sir Lancelot vezette lovagok kiszabadítják őket. Három év telik el, ezalatt az ország tovább fejlődik első minisztere jóvoltából. Közben a jenkinek és Sandynak egy kisfia is születik.
Hamarosan azonban háború tört ki az országban a király és Lancelot között. A harc során a király is elesik, majd az egyház veszi a kezébe az irányítást, és egyházi átok lép érvénybe, amely kiterjed a jenkire is. A jenki és hívei elektromos áram segítségével győzelmet aratnak, ám a jenki ezután Merlin bűbája miatt mély álomba merül, és csak 13 évszázad múlva ébred föl ismét, a jelenben. Történetét kevéssel a halála előtt „elmeséli az írónak”, aki maga sem tudja, miként vélekedjen annak valóságosságáról.
|  | Itt a vége a cselekmény részletezésének! |

## Filmfeldolgozások

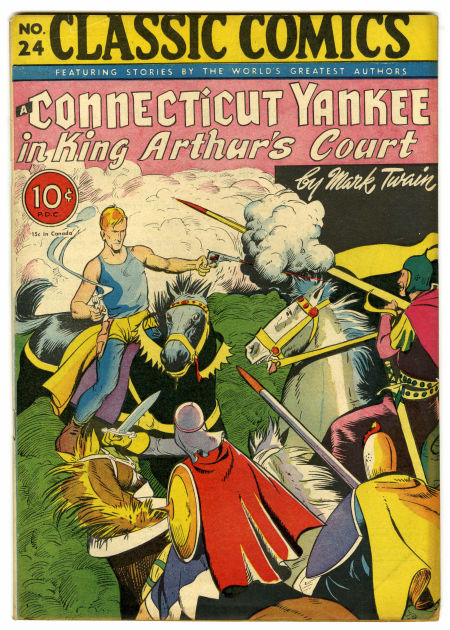
A Classic Comics képregénymagazin címoldalán

### Egy jenki Artúr király udvarában
- színes, magyarul beszélő, amerikai vígjáték
- 95 perc
- 1989-ben készült
- rendező: Mel Damski

### Egy ifjú jenki Artúr király udvarában
- színes, magyarul beszélő, kanadai-francia-angol kalandfilm
- 89 perc
- 1995-ben készült
- rendező: Ralph L. Thomas

### Időgéppel a lovagkorba
- színes, amerikai akció-vígjáték
- 90 perc
- 1998-ban készült
- rendező: Roger Young

### Gagyi lovag
- színes, amerikai vígjáték
- 95 perc
- 2001-ben készült
- rendező: Gil Junger

## Magyarul
- Egy jenki Artur király udvarában. Regény; ford. Réz Ádám; Új Magyar Kiadó, Bp., 1956